# Scottish League Cup 2001/02
Der Scottish League Cup wurde 2001/02 zum 56. Mal ausgespielt. Der schottische Ligapokal, der offiziell als CIS Insurance League Cup ausgetragen wurde, begann am 2. September 2001 und endete mit dem Finale am 17. März 2002. Am Wettbewerb nahmen die Vereine der Scottish Football League und Scottish Premier League teil. Wurde ein Duell nach 90 Minuten plus Verlängerung nicht entschieden, kam es zum Elfmeterschießen. Den Titel sicherten sich die Glasgow Rangers im Finale gegen den Zweitligisten Ayr United.

## 1. Runde
Ausgetragen wurden die Begegnungen am 2./11./12. September 2001.
|                       | Ergebnis              |                              |
| --------------------- | --------------------- | ---------------------------- |
| Elgin City            | 2:3                   | FC Stranraer                 |
| Airdrieonians FC      | 3:0                   | Greenock Morton              |
| Albion Rovers         | 0:2                   | Inverness Caledonian Thistle |
| Alloa Athletic        | 4:0                   | FC Peterhead                 |
| Berwick Rangers       | 0:3                   | Partick Thistle              |
| FC Clyde              | 2:2 n. V. (4:2 i. E.) | FC Stenhousemuir             |
| FC Dumbarton          | 2:0                   | FC Clydebank                 |
| FC East Fife          | 1:0                   | FC Arbroath                  |
| FC East Stirlingshire | 0:3                   | Queen of the South           |
| Forfar Athletic       | 1:2                   | FC Falkirk                   |
| Raith Rovers          | 1:0                   | FC Montrose                  |
| Ross County           | 3:0                   | Brechin City                 |
| FC Queen’s Park       | 0:1                   | Hamilton Academical          |
| Stirling Albion       | 3:2                   | FC Cowdenbeath               |

## 2. Runde
Ausgetragen wurden die Begegnungen am 25. und 26. September 2001.
|                              | Ergebnis              |                     |
| ---------------------------- | --------------------- | ------------------- |
| Airdrieonians FC             | 0:2                   | FC Motherwell       |
| Ayr United                   | 4:0                   | FC Stranraer        |
| Dundee United                | 3:0                   | FC Dumbarton        |
| FC Falkirk                   | 0:2                   | Raith Rovers        |
| Queen of the South           | 1:2                   | FC Aberdeen         |
| Ross County                  | 0:0 n. V. (5:4 i. E.) | Heart of Midlothian |
| FC Clyde                     | 1:2                   | FC St. Johnstone    |
| Dunfermline Athletic         | 3:0                   | Alloa Athletic      |
| Hamilton Academical          | 0:2                   | FC Dundee           |
| Inverness Caledonian Thistle | 3:3 n. V. (4:2 i. E.) | Partick Thistle     |
| FC Livingston                | 3:0                   | FC East Fife        |
| Stirling Albion              | 2:1                   | FC St. Mirren       |

## 3. Runde
Ausgetragen wurden die Begegnungen am 9. Oktober und 6. November 2001.
|                      | Ergebnis              |                              |
| -------------------- | --------------------- | ---------------------------- |
| FC Aberdeen          | 1:6                   | FC Livingston                |
| Ayr United           | 0:0 n. V. (5:4 i. E.) | FC Kilmarnock                |
| Dundee United        | 3:2                   | FC St. Johnstone             |
| Dunfermline Athletic | 1:1 n. V. (4:1 i. E.) | Inverness Caledonian Thistle |
| Raith Rovers         | 0:2                   | Hibernian Edinburgh          |
| Glasgow Rangers      | 3:0                   | Airdrieonians FC             |
| Ross County          | 2:1                   | FC Dundee                    |
| Celtic Glasgow       | 8:0                   | Stirling Albion              |

## Viertelfinale
Ausgetragen wurden die Begegnungen am 27. und 28. November, sowie am 19. Dezember 2001.
|                     | Ergebnis |                              |
| ------------------- | -------- | ---------------------------- |
| Hibernian Edinburgh | 2:0      | Dundee United                |
| Ayr United          | 5:1      | Inverness Caledonian Thistle |
| Ross County         | 1:2      | Glasgow Rangers              |
| FC Livingston       | 0:2      | Celtic Glasgow               |

## Halbfinale
Ausgetragen wurden die Begegnungen am 5. und 6. Februar 2002.
|                     | Ergebnis  |                |
| ------------------- | --------- | -------------- |
| Hibernian Edinburgh | 0:1 n. V. | Ayr United     |
| Glasgow Rangers     | 2:1 n. V. | Celtic Glasgow |

## Finale
| Ayr United                              | Ayr United | Glasgow Rangers | Glasgow Rangers |
| --------------------------------------- | --- | --- | --------------- |
| Ayr United                              | \| 17. März 2002 in Glasgow (Hampden Park) \| \| Ergebnis: 0:4 (0:1) \| \| Zuschauer: 50.076 \| \| Schiedsrichter: Hugh Dallas \| \| Spielbericht \|                                                                                    | \| 17. März 2002 in Glasgow (Hampden Park) \| \| Ergebnis: 0:4 (0:1) \| \| Zuschauer: 50.076 \| \| Schiedsrichter: Hugh Dallas \| \| Spielbericht \| | Glasgow Rangers |
| Ayr United                              | Craig Nelson – Neil Duffy, John Hughes , David Craig, John Robertson, Paul Lovering – Patrick McGinlay, Marvyn Wilson (88. Scott Chaplain), Paul Sheerin – Brian McLaughlin (81. Stewart Kean), James Grady Cheftrainer: Gordon Dalziel | Stefan Klos – Tony Vidmar (74. Stephen Hughes), Lorenzo Amoruso, Bert Konterman, Arthur Numan – Fernando Ricksen, Barry Ferguson , Russell Latapy (77. Billy Dodds), Peter Løvenkrands (64. Neil McCann) – Claudio Caniggia, Tore André Flo Cheftrainer: Alex McLeish | Glasgow Rangers |
| Ayr United                              | 0:1 Tore André Flo (44.) 0:2 Barry Ferguson (49., Elfmeter) 0:3 Claudio Caniggia (75.) 0:4 Claudio Caniggia (90.) | | Glasgow Rangers |
| 17. März 2002 in Glasgow (Hampden Park) | | |                 |
| Ergebnis: 0:4 (0:1)                     | | |                 |
| Zuschauer: 50.076                       | | |                 |
| Schiedsrichter: Hugh Dallas             | | |                 |
| Spielbericht                            | | |                 |